# Шаура (опера)
Шаура — башкирская опера, написанная в 1963 году композитором Загиром Исмагиловым на либретто Б. Бикбая.

## Описание
Опера «Шаура» («Шәүрә») в 3 действиях, написана в 1963 году композитором З. Г. Исмагиловым по одноименной поэме Б. Бикбая. Поэма, в свою очередь, написана по мотивам легенды к башкирской народной песне «Шаура».
21 декабря 1963 года состоялась премьера оперы на сцене Башкирского государственного театра оперы и балета (ГТОиБ).
Дирижёр — И. М. Альтерман;
Режиссёры-постановщики — М. Х. Хисматуллин;
Балетмейстер — И. Х. Хабиров;
Хормейстер — Л. Х. Исхакова;
Сценограф — М. Н. Арсланов.
В главных партиях оперы были заняты артисты: С. К. Галимова (Шаура), С. Д. Хуснуяров (Акмурза), М. А. Ахметзянова (Яубика), М. Г. Галеев (Сахи), Хисматуллин (Кобэк), Г. С. Хабибуллин (Аязгол).
9 февраля 1992 года состоялась премьера 2-й редакции оперы в 2 актах. Премьера прошла на сцене Башкирского государственного театра оперы и балета (ГТОиБ).
В 1997 году опера ставилась на сцене Башкирского государственного театра оперы и балета в дни празднования 80-летия композитора (дирижёр М. А. Ахметзарипов).
Дирижёр — В. И. Платонов;
Режиссёры-постановщики — Р. А. Валиуллин;
Балетмейстер — Ш. А. Терегулов;
Хормейстер — Э. Х. Гайфуллина, А. Р. Белогонова;
Художник-постановщик — Г. Ш. Имашева.
В главных партиях 2-й редакции оперы заняты артисты: Гареева (Шаура), Салихов (Акмурза), С. М. Куклина (Яубика), Кучуков (Сахи), С. Ф. Сулейманов (Кобэк), С. А. Аскаров (Аязгол).
Музыка оперы написана с национальным колоритом, близким к башкирской народной музыке (узун-кюй, кыска-кюй, хыктау).

## Сюжет
Сюжет оперы повествует о башкирской женщины, её ослушании родовых обычаев в борьбе за свою любовь.
Шаура и её любимый Акмурза не желают следовать башкирскому брачному обычаю левирату (вдова обязана вступить вторично в брак только с ближайшими родственниками своего умершего мужа, в первую очередь с его братьями) и вступать в брак с нелюбимыми. Шаура попрекает любимого в том, что он виноват в их бедах.
Шауру одолевают мрачные мысли, она думает покончить с жизнью. Перед тем, как уйти из жизни, Шаура прощается с родным краем, его природой. Под пение «Плача» она пытается заколоть себя. В это время появляется старец Аязгол и останавливает её. Мудрыми словами он пытается вразумить Шауру и вселяет в неё надежду, уверяя её, что Акмурза жив.
Беспечный мальчик Иргали скачет на воображаемом коне-прутике и пытается развеселить Шауру, он интересуется причиной грусти Шауры и уводит её смотреть жеребят. Аязгола и Иргали помогают Шауре морально пережить разлуку с любимым, а также устроить судьбу влюблённых.
В конце оперы влюбленные уходят в горы, чтобы быть там вместе. Преследователи ранят Акмурзу и он умирает.